# Caladenia lavandulacea
Caladenia lavandulacea är en orkidéart som beskrevs av Richard Sanders Rogers. Caladenia lavandulacea ingår i släktet Caladenia och familjen orkidéer. Inga underarter finns listade i Catalogue of Life.